# Hendrikje Winter
Hendrikje Winter (geboren 1964 in Walsrode / Niedersachsen) ist eine deutsche Figurenspielerin.

## Leben
Hendrikje Winter, Sternzeichen Löwe, hatte eine fröhliche Kindheit mit 3 Geschwistern und Zuckerrüben.
Sie gründete 1987 zusammen mit Max Schaetzke das Krokodil Theater.
Die beiden lernten sich 1983 an der Hochschule für Musik und Darstellende Kunst Stuttgart kennen, wo sie Figurentheater (Dipl.Fig.) studierten. Seitdem arbeiten sie als freies Tourneetheater, das sich auf die Mittel des Figurentheaters spezialisiert hat.
Zudem finden in Tecklenburg im Theater am Wasserschloss im Haus Marck regelmäßige Vorstellungen statt.
Hendrikje Winter arbeitet als Spielerin, Dozentin, Ausstatterin und Regisseurin für Figurentheater.
Auswahl der von ihr gespielte Stücke im Abendprogramm für Erwachsene:
- Pudels Kern[13]
- In der Bar zum Krokodil
- Vom Himmel, Ein Stück (Autor, Regie, Musiken von Dietmar Staskowiak)
- Die Kartoffelkomödie
- Henriette am Herd (Autorin & Regie Annette Scheibler)
- Struwwelpeter – Unzensiert – frei nach Dr. Heinrich Hoffmann (Musik Roman Metzner)

Auswahl der von ihr gespielten Stücke im Kinderprogramm, für Schulklassen, oder der ganzen Familie:
- 1674 Ein Wäscheleinenkrimi
- Jan und das Geheimnis im Gras
- Frau Meier, Die Amsel (Nach dem Buch von Wolf Erlbruch, Regie Pavel Möller-Lück, Musik von Kai Leinweber)
- Ferien für den Weihnachtsmann (Regie Rudolf Schmid, Musik Robert Kretzschmar)
- Dicke Freunde (Regie Max Schaetzke)
- Allerhand
- Vom kleinen Maulwurf, der wissen wollte, wer ihm auf den Kopf gemacht hat  (Buch von W.Holzwarth und W. Erlbruch)
- Das NEINhorn (von Marc-Uwe Kling)[15]
- Allerhand – Abendteuer für 10 Finger
- Eselchen Zimt
- Knispel und die herrlichste Suppe der Welt
- Gans weit oben (Autor Krokodiltheater, Musiktheater Lupe) eine clowneske Openairvorstellung
- Das Picassodil

Ausgezeichnet wurde das Krokodil Theater mit dem Goldenen Kurt, dem Preis vom Fachverband für Puppentheater und dem Kulturpreis des Kreises Steinfurt.